# Julie Bergan
Julie Bergan (Skien, 12 aprile 1994) è una cantante norvegese.

## Biografia
Nel 2012 ha inciso la canzone Supernova con Cir.Cuz, che ha raggiunto la posizione numero 5 nella classifica dei singoli norvegesi. Ha partecipato al Melodi Grand Prix 2013, la selezione nazionale per l'Eurovision Song Contest 2013, era la più giovane concorrente, con il brano Give a Little Something Back, che ha scritto con Ben Adams e Sara Skjoldnes. Bergan non si è qualificata per la semifinale in Steinkjer. Nel settembre del 2013, è stata firmata dall'etichetta discografica Warner Music Group. Nel 2014 ha pubblicato il suo primo singolo, Younger. Dopo l'uscita del suo singolo Arigato nel 2016, è diventata famosa al di fuori del suo paese d'origine. La canzone ha raggiunto il numero uno nelle classifiche norvegesi e il quinto posto nelle classifiche svedesi e ha ricevuto una nomination agli Spellemannprisen per la canzone dell'anno.
Il 12 maggio 2018, K-391 e Alan Walker hanno pubblicato la loro canzone Ignite, con Bergan e Seungri che hanno contribuito con le loro voci. Il suo album di debutto Different World è stato successivamente pubblicato con la canzone I Don't Wanna Go, in cui assume anche la voce.
Nel 2018 ha pubblicato il suo album di debutto, Turn On the Lights. In seguito ha partecipato al suo tour It's Lit. Il 19/10/2018 è uscito il singolo U got me e il 01/03/2019 è uscito STFU. Il 15 marzo 2019 I'll Be Fine Somehow è apparsa insieme a Benjamin Ingrosso ea marzo ha presentato la cerimonia di premiazione Spellmanprisen in Norvegia. A maggio è uscito Don't Give Up On Me Now insieme a R3hab e Outlaw e nell'estate del 2019 ha intrapreso un tour Hard Feelings, che l'ha portata in giro per l'Europa.
Il 3 gennaio 2020 ha pubblicato il singolo Kiss Somebody con SeeB e nel luglio 2020, nel bel mezzo del blocco Corona, Bergan ha pubblicato il suo nuovo singolo Commando. Il titolo è il suo soprannome, che ha ricevuto dalla gente del posto mentre era in vacanza. Il video musicale per la canzone è stato cucito insieme da singoli video di danza dei fan.
A luglio è arrivata la sua seconda collaborazione con SeeB intitolata Don't You Wanna Play, la terza seguita nel 2022 con Always Will, la canzone è stata scritta da Mimi Webb, tra gli altri. Nel 2020 ha pubblicato il suo secondo album Hard Feelings, parti del quale aveva precedentemente pubblicato in 2 EP, Hard Feelings Ventricle 1 & 2. L'album è disponibile solo in digitale. Parte di questo è stato il singolo One Touch che Bergan ha scritto insieme a Dagny.
In estate ha preso parte al Norwegian Haik Show, dove gli artisti vengono presentati e poi danno un concerto. Nel novembre 2021, David Guetta ha pubblicato la canzone Family, che aveva lo scopo di mostrare la coesione dell'industria musicale nel periodo Corona. Vari cantanti da tutto il mondo hanno assunto la parte cantata e Julie Bergan ha cantato la versione scandinava.
All'inizio del 2022, lei e i suoi amici hanno aperto la palestra Crewtrening a Oslo, dove ora si allena e tiene anche corsi. Allo Spellmannprisen 2022 ha reso pubblica la sua relazione con Yunus Daar. I due si conoscono da molto tempo.
In autunno, Alan Walker voleva pubblicare la canzone Ritual con Julie Bergan, che ha anche co-scritto, ma ne è seguita una disputa. Walker non voleva condividere i diritti della canzone con lei, quindi la canzone è stata pubblicata con testi e cantante diversi. Puoi ancora vederla nel video musicale.
Il 17 marzo 2023, il suo primo nuovo singolo, Diamonds, è stato pubblicato dopo quasi 2 anni sulla sua etichetta. Bergan aveva fondato la sua etichetta Karate Records e si era separata dalla Warnermusic. Per il suo compleanno, il 12 aprile, è stato rilasciato il video musicale di Diamonds.
Il 16 giugno 2023 si è esibita per la settima volta allo spettacolo dal vivo annuale "VG-Lista Topp 40" presso la piazza del municipio di Oslo. Lì ha eseguito la sua ultima canzone "Waste A Tear", che era stata pubblicata tre settimane prima. La coreografia di danza è stata creata da Mona Berntsen, che aveva precedentemente lavorato con Justin Bieber e Alicia Keys, tra gli altri.
I singoli Nobody Loves No One e Old Habits usciranno nell'autunno dell'anno.  Quest'ultima è molto emozionante, parla della perdita di una persona cara. Julie ha scritto la canzone per un'amica che aveva perso suo fratello.
Il 23 febbraio 2024, Bergan ha pubblicato il singolo Kiss Me Better.  Questo, come il video, è fortemente ispirato all'Eurodance degli anni '90.  Ha ricevuto molti feedback positivi per la canzone, poiché dopo gli ultimi singoli piuttosto tranquilli è di nuovo il tipico pop elettronico/ad alta energia di Bergan.  Una versione strumentale, una veloce e una lenta sono state pubblicate anche in un mini EP.

## Discografia

### Album in studio
- 2018 – Turn On the Lights
- 2020 – Hard Feelings

### EP
- 2019 – Hard Feelings: Ventricle 1
- 2020 – Hard Feelings: Ventricle 2

### Singoli
- 2014 – Younger
- 2014 – Fire
- 2014 – Rude
- 2015 – All Hours
- 2016 – I Kinda Like It
- 2016 – Arigato
- 2017 – Blackout
- 2017 – If You Love Me
- 2017 – Incapable
- 2018 – Guilt Trip
- 2018 – U Got Me
- 2019 – STFU
- 2019 – Don't Give Up on Me Now (feat. R3hab)
- 2019 – Outlaw
- 2019 – Crazy Enough
- 2020 – Kiss Somebody
- 2020 – Don't You Wanna Play? (feat. Seeb)

### Cover
- 2013 – Undressed (con Astrid S)

### Collaborazioni
- 2012  – Supernova (Cir.Cuz feat. Julie Bergan)
- 2018 – Ignite (K-391 feat. Alan Walker, Julie Bergan e Seungri)
- 2018 – I Don't Wanna Go (Alan Walker feat. Julie Bergan)

## Riconoscimenti
| Anno | Organizzazione          | Premio                       | Singolo/Album | Risultato   |
| ---- | ----------------------- | ---------------------------- | ------------- | ----------- |
| 2016 | MTV Europe Music Awards | Best Norwegian Act           | Julie Bergan  | Candidato/a |
| 2016 | P3 Gull                 | Årets Nykommer               | Julie Bergan  | Candidato/a |
| 2016 | P3 Gull                 | Årets Låt (Song of the Year) | Arigato       | Candidato/a |
| 2017 | Spellemannprisen        | Årets Låt                    | Arigato       | Candidato/a |